# Getränkepulver

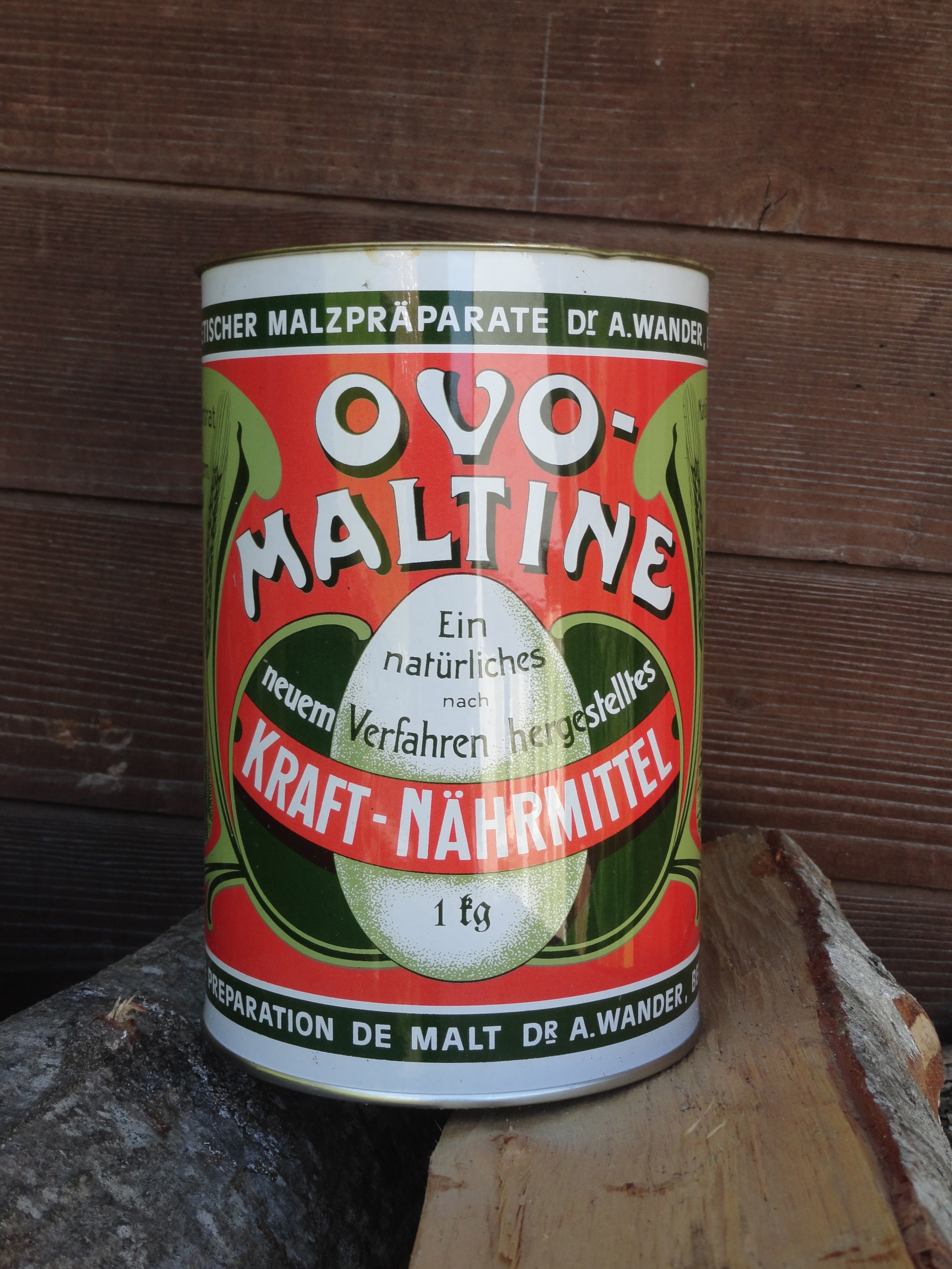
Ovomaltine – ein gesüßtes Malzgetränk

Getränkepulver sind Zuckerwaren, die unter Zugabe von Wasser, Milch oder anderen Flüssigkeiten ein verzehrfertiges, aber nicht brausendes Getränk ergeben. Es gibt auch Pulver, die statt Zucker Süßungsmittel enthalten.
Meistens werden Getränkepulver aus Zuckerarten und/oder Süßungsmitteln hergestellt und enthalten je nach Getränkeart: Kakaopulver (auch stark entölt), Schokoladenpulver, Malzextrakt, Fruchtpulver (oder sonstige Geschmack gebende Zutaten), Trockenmilcherzeugnisse und Aromen, Vitamine, Mineralstoffe, Genusssäuren und deren Salze, färbende Lebensmittel und Farbstoffe, Verdickungs- und Trübungsmittel, Emulgatoren und die Rieselfähigkeit verbessernde Stoffe. Die Bezeichnung der Geschmacksrichtung erfolgt durch Angaben wie beispielsweise „Getränkepulver mit Himbeergeschmack“, „Getränkepulver Typ Himbeere“ „Instantpulver zur Herstellung eines Getränkes mit ...-Geschmack“ oder „kakaohaltiges Getränkepulver“. Am beliebtesten sind kakaohaltige Getränkepulver, die mit Milch oder Wasser einen Kakaotrunk ergeben.

## Unterscheidung

### Zu Kakaopulver
Kakaohaltige Getränkepulver sind leicht lösliche Instantprodukte, die bis zu 80 % Zucker enthalten und vitaminisiert sein können, sie müssen nur 5 % Kakao enthalten. Daher gehören sie rechtlich nicht zu den Kakaoerzeugnissen, sondern zu den Zuckerwaren.
Kakaopulver bzw. Kakaopulvermischungen mit einem hohen Anteil an Kakao zählen zu den Kakao- bzw. Schokoladeerzeugnissen. Die deutsche Verordnung über Kakao- und Schokoladenerzeugnisse unterscheidet:
- Ungezuckerte Kakaopulver:
  1. Kakao (Kakaopulver), nur schwach entölt und mit mindestens 20 % Kakaobutter
  2. Fettarmer Kakao (auch: fettarmes Kakaopulver, „mager“ oder „stark entölt“) enthält weniger als 20 % Kakaobutter.
- Gezuckerte Kakaopulver:
  1. Schokoladenpulver ist eine Mischung aus mindestens 32 % Kakaopulver und Zuckerarten
  2. Trinkschokoladenpulver, ein Erzeugnis aus mindestens 25 % Kakaopulver und Zuckerarten.

Fertiger Kakaotrunk hingegen gehört laut Warenkunde zu den Milchmischgetränken.

### Zu Limonaden- und Brausepulver
- Limonadenpulver sind Zuckerwaren zur Herstellung von brausenden Erfrischungsgetränken, die aus pulverförmigen Zutaten bestehen wie Zuckerarten und/oder Zuckeralkohole, Genusssäuren, natürlichen geschmackgebenden Stoffen (Fruchtpulver, Lactoflavin, Beta-Carotin und Zuckerkulör) und Hydrogencarbonat. Meist wird die Säure verkapselt, um eine Reaktion zwischen Hydrogencarbonat und Säure zu verzögern.
- Brausenpulver sind Zuckerwaren, die Aromen und Farbstoffe enthalten. Sie werden auch in Tablettenform angeboten.